# North Somercotes
North Somercotes – wieś w Anglii, w hrabstwie Lincolnshire. Leży 51 km na północny wschód od Lincoln i 215 km na północ od Londynu.